# 2017-es Formula–1 ausztrál nagydíj
Az ausztrál nagydíj volt a 2017-es Formula–1 világbajnokság első futama, amelyet 2017. március 24. és március 26. rendeztek meg az ausztráliai Melbourne Grand Prix Circuiten, Melbourne-ben.

## Választható keverékek
| Abroncs            | Friss | Használt |
| ------------------ | ----- | -------- |
| Lágy keverék       |       |          |
| Szuperlágy keverék |       |          |
| Ultralágy keverék  |       |          |
| Átmeneti esőgumi   |       |          |
| Teljes esőgumi     |       |          |

## Szabadedzések

### Első szabadedzés
Az ausztrál nagydíj első szabadedzését március 24-én, pénteken délelőtt (magyar idő szerint éjszaka 02:00-kor) tartották.
| helyezés | versenyző         | csapat/motor         | elért idő | különbség | futott kör |
| -------- | ----------------- | -------------------- | --------- | --------- | ---------- |
| 1        | Lewis Hamilton    | Mercedes             | 1:24,220  | −         | 22         |
| 2        | Valtteri Bottas   | Mercedes             | 1:24,803  | +0,583    | 25         |
| 3        | Daniel Ricciardo  | Red Bull-TAG Heuer   | 1:24,886  | +0,666    | 19         |
| 4        | Max Verstappen    | Red Bull-TAG Heuer   | 1:25,246  | +1,026    | 19         |
| 5        | Kimi Räikkönen    | Ferrari              | 1:25,372  | +1,152    | 16         |
| 6        | Sebastian Vettel  | Ferrari              | 1:25,464  | +1,244    | 10         |
| 7        | Felipe Massa      | Williams-Mercedes    | 1:26,142  | +1,922    | 28         |
| 8        | Romain Grosjean   | Haas-Ferrari         | 1:26,168  | +1,948    | 20         |
| 9        | Nico Hülkenberg   | Renault              | 1:26,183  | +1,963    | 15         |
| 10       | Sergio Pérez      | Force India-Mercedes | 1:26,276  | +2,056    | 29         |
| 11       | Carlos Sainz Jr.  | Toro Rosso-Renault   | 1:26,450  | +2,230    | 24         |
| 12       | Danyiil Kvjat     | Toro Rosso-Renault   | 1:26,514  | +2,294    | 25         |
| 13       | Lance Stroll      | Williams-Mercedes    | 1:26,734  | +2,514    | 29         |
| 14       | Fernando Alonso   | McLaren-Honda        | 1:27,116  | +2,896    | 18         |
| 15       | Marcus Ericsson   | Sauber-Ferrari       | 1:27,348  | +3,128    | 30         |
| 16       | Esteban Ocon      | Force India-Mercedes | 1:27,656  | +3,436    | 23         |
| 17       | Kevin Magnussen   | Haas-Ferrari         | 1:27,667  | +3,447    | 20         |
| 18       | Pascal Wehrlein   | Sauber-Ferrari       | 1:28,539  | +4,319    | 22         |
| 19       | Jolyon Palmer     | Renault              | 1:28,585  | +4,365    | 6          |
| 20       | Stoffel Vandoorne | McLaren-Honda        | 1:28,695  | +4,475    | 14         |

### Második szabadedzés
Az ausztrál nagydíj második szabadedzését március 24-én, pénteken délután (magyar idő szerint reggel 06:00-kor) tartották.
| helyezés | versenyző         | csapat/motor         | elért idő | különbség | futott kör |
| -------- | ----------------- | -------------------- | --------- | --------- | ---------- |
| 1        | Lewis Hamilton    | Mercedes             | 1:23,620  | −         | 34         |
| 2        | Sebastian Vettel  | Ferrari              | 1:24,167  | +0,547    | 35         |
| 3        | Valtteri Bottas   | Mercedes             | 1:24,176  | +0,556    | 34         |
| 4        | Kimi Räikkönen    | Ferrari              | 1:24,525  | +0,905    | 30         |
| 5        | Daniel Ricciardo  | Red Bull-TAG Heuer   | 1:24,650  | +1,030    | 27         |
| 6        | Max Verstappen    | Red Bull-TAG Heuer   | 1:25,013  | +1,393    | 8          |
| 7        | Carlos Sainz Jr.  | Toro Rosso-Renault   | 1:25,084  | +1,464    | 34         |
| 8        | Romain Grosjean   | Haas-Ferrari         | 1:25,436  | +1,816    | 29         |
| 9        | Nico Hülkenberg   | Renault              | 1:25,478  | +1,858    | 36         |
| 10       | Danyiil Kvjat     | Toro Rosso-Renault   | 1:25,493  | +1,873    | 39         |
| 11       | Sergio Pérez      | Force India-Mercedes | 1:25,591  | +1,971    | 35         |
| 12       | Fernando Alonso   | McLaren-Honda        | 1:26,000  | +2,380    | 19         |
| 13       | Esteban Ocon      | Force India-Mercedes | 1:26,145  | +2,525    | 37         |
| 14       | Felipe Massa      | Williams-Mercedes    | 1:26,331  | +2,711    | 6          |
| 15       | Marcus Ericsson   | Sauber-Ferrari       | 1:26,498  | +2,878    | 29         |
| 16       | Lance Stroll      | Williams-Mercedes    | 1:26,525  | +2,905    | 27         |
| 17       | Stoffel Vandoorne | McLaren-Honda        | 1:26,608  | +2,988    | 33         |
| 18       | Pascal Wehrlein   | Sauber-Ferrari       | 1:26,919  | +3,299    | 30         |
| 19       | Kevin Magnussen   | Haas-Ferrari         | 1:27,279  | +3,659    | 8          |
| 20       | Jolyon Palmer     | Renault              | 1:27,549  | +3,929    | 4          |

### Harmadik szabadedzés
Az ausztrál nagydíj harmadik szabadedzését március 25-én, szombaton délelőtt (magyar idő szerint hajnali 04:00-kor) tartották. Pascal Wehrlein korábban elszenvedett hátsérülése miatt a hétvége további programját nem tudta vállalni, így az újonc olasz Antonio Giovinazzi, a Ferrari tesztpilótája vette át a helyét erre a versenyhétvégére.
| helyezés | versenyző          | csapat/motor         | elért idő | különbség | futott kör |
| -------- | ------------------ | -------------------- | --------- | --------- | ---------- |
| 1        | Sebastian Vettel   | Ferrari              | 1:23,380  | −         | 12         |
| 2        | Valtteri Bottas    | Mercedes             | 1:23,859  | +0,479    | 12         |
| 3        | Lewis Hamilton     | Mercedes             | 1:23,870  | +0,490    | 12         |
| 4        | Kimi Räikkönen     | Ferrari              | 1:23,988  | +0,608    | 10         |
| 5        | Nico Hülkenberg    | Renault              | 1:25,063  | +1,683    | 10         |
| 6        | Daniel Ricciardo   | Red Bull-TAG Heuer   | 1:25,092  | +1,712    | 15         |
| 7        | Romain Grosjean    | Haas-Ferrari         | 1:25,581  | +2,201    | 11         |
| 8        | Carlos Sainz Jr.   | Toro Rosso-Renault   | 1:25,948  | +2,568    | 11         |
| 9        | Danyiil Kvjat      | Toro Rosso-Renault   | 1:26,049  | +2,669    | 11         |
| 10       | Kevin Magnussen    | Haas-Ferrari         | 1:26,138  | +2,758    | 11         |
| 11       | Felipe Massa       | Williams-Mercedes    | 1:26,237  | +2,857    | 15         |
| 12       | Max Verstappen     | Red Bull-TAG Heuer   | 1:26,269  | +2,889    | 7          |
| 13       | Sergio Pérez       | Force India-Mercedes | 1:26,457  | +3,077    | 12         |
| 14       | Fernando Alonso    | McLaren-Honda        | 1:26,556  | +3,176    | 7          |
| 15       | Stoffel Vandoorne  | McLaren-Honda        | 1:26,699  | +3,319    | 9          |
| 16       | Esteban Ocon       | Force India-Mercedes | 1:27,103  | +3,723    | 16         |
| 17       | Lance Stroll       | Williams-Mercedes    | 1:27,327  | +3,947    | 12         |
| 18       | Marcus Ericsson    | Sauber-Ferrari       | 1:27,402  | +4,022    | 10         |
| 19       | Jolyon Palmer      | Renault              | 1:28,320  | +4,940    | 12         |
| 20       | Antonio Giovinazzi | Sauber-Ferrari       | 1:28,583  | +5,203    | 18         |

## Időmérő edzés
Az ausztrál nagydíj időmérő edzését március 25-én, szombaton délután (magyar idő szerint reggel 07:00-kor) futották.
| helyezés              | rajtszám | versenyző          | csapat/motor         | 1. rész  | 2. rész  | 3. rész    | rajthely | futott kör |
| --------------------- | -------- | ------------------ | -------------------- | -------- | -------- | ---------- | -------- | ---------- |
| 1                     | 44       | Lewis Hamilton     | Mercedes             | 1:24,191 | 1:23,251 | 1:22,188   | 1        | 14         |
| 2                     | 5        | Sebastian Vettel   | Ferrari              | 1:25,210 | 1:23,401 | 1:22,456   | 2        | 17         |
| 3                     | 77       | Valtteri Bottas    | Mercedes             | 1:24,514 | 1:23,215 | 1:22,481   | 3        | 13         |
| 4                     | 7        | Kimi Räikkönen     | Ferrari              | 1:24,352 | 1:23,376 | 1:23,033   | 4        | 19         |
| 5                     | 33       | Max Verstappen     | Red Bull-TAG Heuer   | 1:24,482 | 1:24,092 | 1:23,485   | 5        | 18         |
| 6                     | 8        | Romain Grosjean    | Haas-Ferrari         | 1:25,419 | 1:24,718 | 1:24,074   | 6        | 17         |
| 7                     | 19       | Felipe Massa       | Williams-Mercedes    | 1:25,099 | 1:24,597 | 1:24,443   | 7        | 16         |
| 8                     | 55       | Carlos Sainz Jr.   | Toro Rosso-Renault   | 1:25,542 | 1:24,997 | 1:24,487   | 8        | 16         |
| 9                     | 26       | Danyiil Kvjat      | Toro Rosso-Renault   | 1:25,970 | 1:24,864 | 1:24,512   | 9        | 16         |
| 10                    | 3        | Daniel Ricciardo   | Red Bull-TAG Heuer   | 1:25,383 | 1:23,989 | idő nélkül | 15[1]    | 10         |
| 11                    | 11       | Sergio Pérez       | Force India-Mercedes | 1:25,064 | 1:25,081 |            | 10       | 13         |
| 12                    | 27       | Nico Hülkenberg    | Renault              | 1:24,975 | 1:25,091 |            | 11       | 12         |
| 13                    | 14       | Fernando Alonso    | McLaren-Honda        | 1:25,872 | 1:25,425 |            | 12       | 15         |
| 14                    | 31       | Esteban Ocon       | Force India-Mercedes | 1:26,009 | 1:25,568 |            | 13       | 16         |
| 15                    | 9        | Marcus Ericsson    | Sauber-Ferrari       | 1:26,236 | 1:26,465 |            | 14       | 15         |
| 16                    | 36       | Antonio Giovinazzi | Sauber-Ferrari       | 1:26,419 |          |            | 16       | 8          |
| 17                    | 20       | Kevin Magnussen    | Haas-Ferrari         | 1:26,847 |          |            | 17       | 7          |
| 18                    | 2        | Stoffel Vandoorne  | McLaren-Honda        | 1:26,858 |          |            | 18       | 6          |
| 19                    | 18       | Lance Stroll       | Williams-Mercedes    | 1:27,143 |          |            | 20[1]    | 7          |
| 20                    | 30       | Jolyon Palmer      | Renault              | 1:28,244 |          |            | 19       | 7          |
| 107%-os idő: 1:30,084 |          |                    |                      |          |          |            |          |            |

Megjegyzés:
- ↑ 1:  — Daniel Ricciardo és Lance Stroll autójában a korábban elszenvedett baleseteiket követően sebességváltót kellett cserélni, ezért 5-5 rajthelyes büntetést kaptak.[4]

## Futam
Az ausztrál nagydíj futama március 26-án, vasárnap rajtolt.
| helyezés | rajtszám | versenyző          | csapat/motor         | futott kör | idő/kiesés oka  | rajthely   | abroncs | pont |
| -------- | -------- | ------------------ | -------------------- | ---------- | --------------- | ---------- | ------- | ---- |
| 1        | 5        | Sebastian Vettel   | Ferrari              | 57         | 1:24:11,672     | 2          |         | 25   |
| 2        | 44       | Lewis Hamilton     | Mercedes             | 57         | +9,975          | 1          |         | 18   |
| 3        | 77       | Valtteri Bottas    | Mercedes             | 57         | +11,250         | 3          |         | 15   |
| 4        | 7        | Kimi Räikkönen     | Ferrari              | 57         | +22,393         | 4          |         | 12   |
| 5        | 33       | Max Verstappen     | Red Bull-TAG Heuer   | 57         | +28,827         | 5          |         | 10   |
| 6        | 19       | Felipe Massa       | Williams-Mercedes    | 57         | +1:23,386       | 7          |         | 8    |
| 7        | 11       | Sergio Pérez       | Force India-Mercedes | 56         | +1 kör          | 10         |         | 6    |
| 8        | 55       | Carlos Sainz Jr.   | Toro Rosso-Renault   | 56         | +1 kör          | 8          |         | 4    |
| 9        | 26       | Danyiil Kvjat      | Toro Rosso-Renault   | 56         | +1 kör          | 9          |         | 2    |
| 10       | 33       | Esteban Ocon       | Force India-Mercedes | 56         | +1 kör          | 13         |         | 1    |
| 11       | 27       | Nico Hülkenberg    | Renault              | 56         | +1 kör          | 11         |         |      |
| 12       | 36       | Antonio Giovinazzi | Sauber-Ferrari       | 55         | +2 kör          | 16         |         |      |
| 13       | 2        | Stoffel Vandoorne  | McLaren-Honda        | 55         | +2 kör          | 18         |         |      |
| ki       | 14       | Fernando Alonso    | McLaren-Honda        | 50         | elektronika     | 12         |         |      |
| ki       | 20       | Kevin Magnussen    | Haas-Ferrari         | 46         | gumik           | 17         |         |      |
| ki       | 18       | Lance Stroll       | Williams-Mercedes    | 40         | erőforrás       | 20         |         |      |
| ki       | 3        | Daniel Ricciardo   | Red Bull-TAG Heuer   | 25         | erőforrás       | boxutca[1] |         |      |
| ki       | 9        | Marcus Ericsson    | Sauber-Ferrari       | 21         | üzemanyagnyomás | 14         |         |      |
| ki       | 30       | Jolyon Palmer      | Renault              | 15         | fékek           | 19         |         |      |
| ki       | 8        | Romain Grosjean    | Haas-Ferrari         | 13         | erőátvitel      | 6          |         |      |

Megjegyzés:
- ↑ 1:  — Daniel Ricciardo autója megállt a felvezető körön szenzorhiba miatt, ezért csak a boxutcából rajtolhatott. A 15. rajtkocka üresen maradt.[6]

## A világbajnokság állása a verseny után
| H   | Versenyzők       | Pont | H   | Konstruktőrök        | Pont |
| --- | ---------------- | ---- | --- | -------------------- | ---- |
| 1.  | Sebastian Vettel | 25   | 1.  | Ferrari              | 37   |
| 2.  | Lewis Hamilton   | 18   | 2.  | Mercedes             | 33   |
| 3.  | Valtteri Bottas  | 15   | 3.  | Red Bull-TAG Heuer   | 10   |
| 4.  | Kimi Räikkönen   | 12   | 4.  | Williams-Mercedes    | 8    |
| 5.  | Max Verstappen   | 10   | 5.  | Force India-Mercedes | 7    |
| 6.  | Felipe Massa     | 8    | 6.  | Toro Rosso-Renault   | 6    |
| 7.  | Sergio Pérez     | 6    | 7.  | Renault              | 0    |
| 8.  | Carlos Sainz Jr. | 4    | 8.  | Sauber-Ferrari       | 0    |
| 9.  | Danyiil Kvjat    | 2    | 9.  | McLaren-Honda        | 0    |
| 10. | Esteban Ocon     | 1    | 10. | Haas-Ferrari         | 0    |

(A teljes táblázat)

## Statisztikák
- Vezető helyen:
  - Lewis Hamilton: 16 kör (1-16)
  - Sebastian Vettel: 38 kör (17-22 és 26-57)
  - Valtteri Bottas: 2 kör (23-24)
  - Kimi Räikkönen: 1 kör (25)
- Lewis Hamilton 62. pole-pozíciója.
- Sebastian Vettel 43. futamgyőzelme.
- Kimi Räikkönen 44. versenyben futott leggyorsabb köre.
- A Ferrari 226. futamgyőzelme.
- Sebastian Vettel 87., Lewis Hamilton 105., Valtteri Bottas 10. dobogós helyezése.
- Lance Stroll és Antonio Giovinazzi első Formula–1-es versenye.